# Boris Wladimirowitsch Dawydow

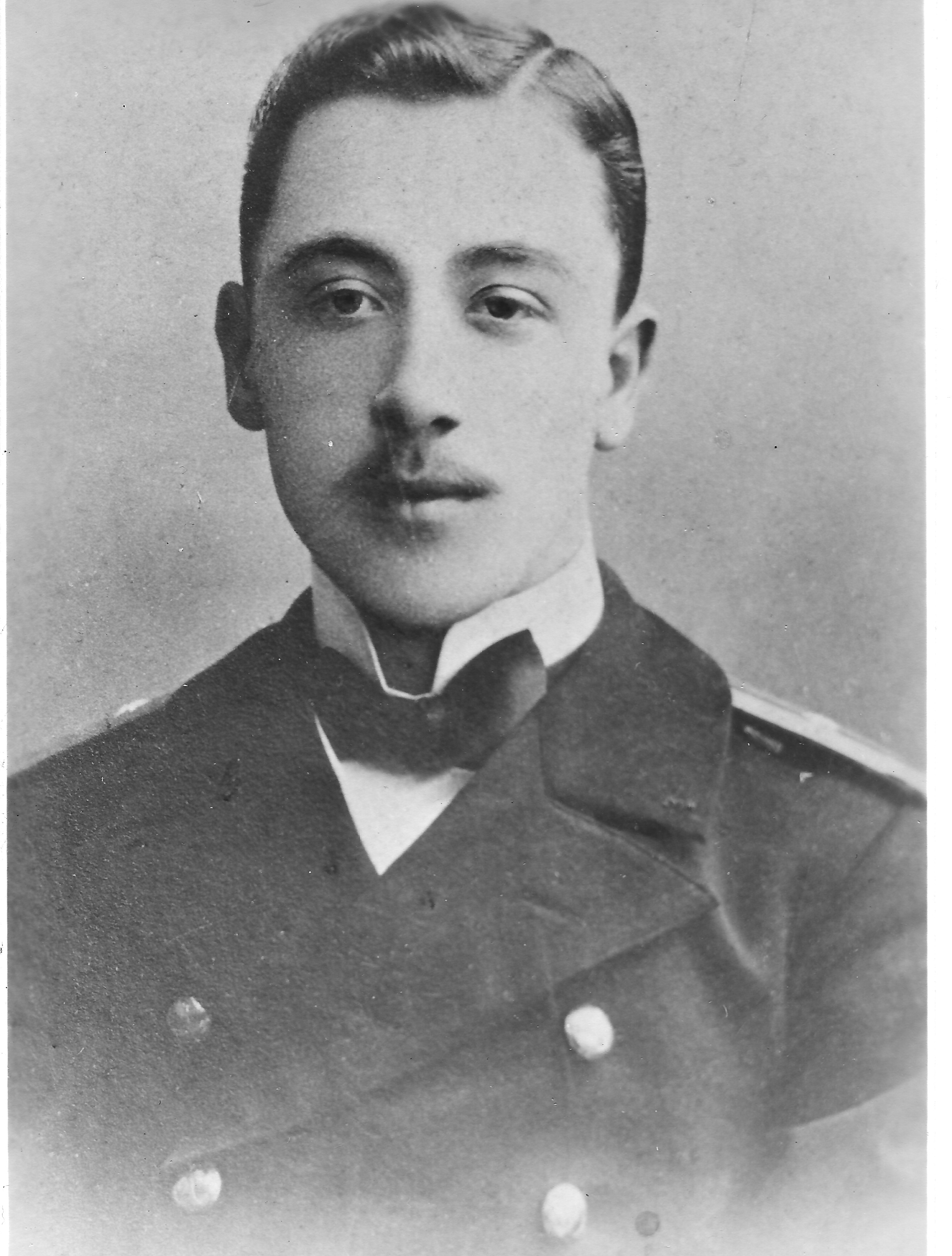
Boris Wladimirowitsch Dawydow

Boris Wladimirowitsch Dawydow (russisch Борис Владимирович Давыдов; wissenschaftliche Transliteration Boris Vladimirovič Davydov, * 9. Julijul. / 21. Juli 1883greg.; † 30. September 1925 in Leningrad) war ein russischer bzw. sowjetischer Hydrograph und Polarforscher.

## Leben
Dawydow absolvierte das St. Petersburger Marine-Kadettenkorps mit Abschluss 1901.
Ab 1903 war Dawydow Senior-Steuermann auf dem Minenleger Amur. Im Russisch-Japanischen Krieg 1904–1905 gehörte die Amur zum 1. Pazifik-Geschwader in Port Arthur und nahm an der Verteidigung Port Arthurs teil. Im Dezember 1904 wurde die Amur durch japanische Haubitzen versenkt. In einem von ihr gelegten Minenfeld sanken die japanischen Linienschiffe Hatsuse und Yashima.
Von 1906 bis 1908 studierte Dawydow in der Hydrographie-Abteilung der St. Petersburger Marine-Akademie. Dann befasste er sich mit Astronomie und Geodäsie im Pulkowo-Observatorium.

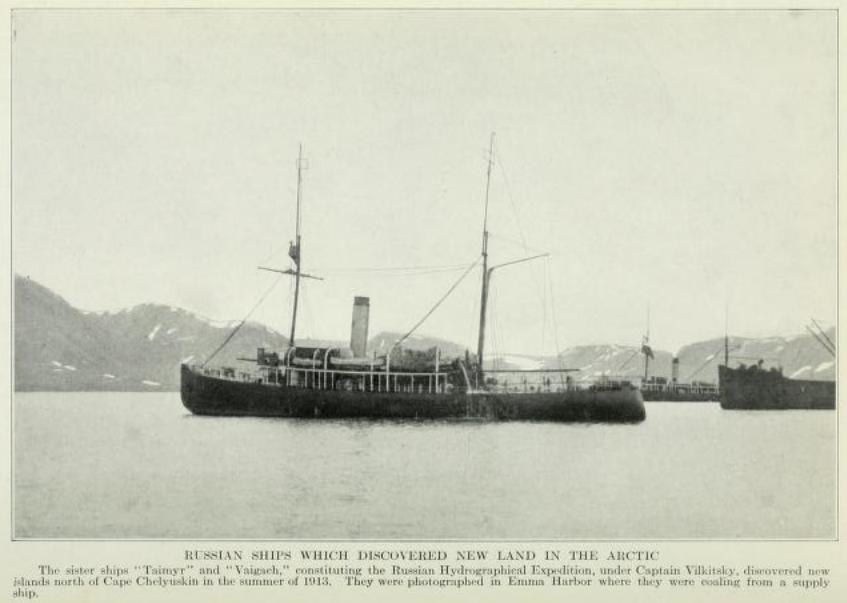
Taimyr und Waigatsch beim Kohlen an der Tschuktschen-Halbinsel (1913)

Für die von Andrei Wilkizki geplante Hydrographische Expedition des Nördlichen Eismeers  zur Erschließung und Kartierung des Nördlichen Seewegs als Alternative zum südlichen Seeweg nach Wladiwostok waren im St. Petersburger Newa-Werk die beiden Eisbrecher-Transportschiffe Taimyr und  Waigatsch gebaut worden. Dawydow wurde 1910 zum Kommandeur der Taimyr ernannt, während Alexander Koltschak die Waigatsch kommandierte. Im Juni 1910 erreichten die Waigatsch und die Taimyr auf dem südlichen Seeweg Wladiwostok, wo die Kessel und die Maschinenanlagen repariert wurden. Als Expeditionsleiter kam Iwan Sergejew hinzu. Die geographischen Koordinaten von Punkten entlang der Küste vom Kap Deschnjow bis zur Mündung der Kolyma wurden bestimmt, und es wurden die Daten für ein Seehandbuch gesammelt.
Dawydow wurde 1913 Chef der Pazifik-Hydrographie-Expedition und führte die Vermessung der Küstengewässer des Ochotskischen Meers durch. Für den besten Ankerplatz hielt er die Nagajew-Bucht, an der später Magadan entstand. Auch begann er Vermessungsarbeiten an der Küste des Beringmeers. Nach der Oktoberrevolution verhinderte 1919 der sich ausbreitende Russische Bürgerkrieg den Abschluss dieser Arbeiten.
Nach der Etablierung der Sowjetmacht in Fernost wurde Dawydow Chef der Verwaltung für Schifffahrtssicherheit in Fernost. Mit den früher gesammelten Daten hatte er ein 1500-seitiges Werk erstellt, dass als Seehandbuch der Küstengewässer der RSFSR des Ochotskischen Meers und des Ostufers Kamtschatka 1923 erschien.
Dawydow wurde 1924 Leiter der Expedition mit dem Eisbrecher Krasny Oktjabr zur Wrangelinsel, die von Kanada und den Vereinigten Staaten beansprucht wurde. Er erreichte die Insel am 20. August 1924, hisste die sowjetische Flagge und nahm die dortige kanadische Kolonistengruppe gewaltsam an Bord. Die Gruppe bestand aus dem US-Amerikaner Charles H. Wells und zwölf Eskimos. Auf dem Rückweg blieb der Eisbrecher am 25. September in der Longstraße an dem nach Otto Schmidt benannten Kap Schmidt im Eis stecken. Erst nach Lockerung des Eises durch einen Sturm konnte Dawydow mit dem verbliebenen Treibstoffvorrat gerade noch die Prowidenija-Bucht erreichen. Am 29. Oktober 1924 kam der Eisbrecher in Wladiwostok an. Die sowjetisch-US-amerikanischen und dann die chinesisch-US-amerikanischen Verhandlungen für die Rückkehr der Wrangel-Kolonisten über Harbin in ihre Heimat zogen sich hin. Charles Wells starb in Wladiwostok an einer Lungenentzündung, während zwei Eskimo-Kinder unterwegs starben.
Dawydows Namen tragen eine Bucht der Wrangelinsel, eine Bucht der nach Dobrynja Nikititsch benannten Insel im Nordenskiöld-Archipel und ein Kap der Bolschewik-Insel. Das Ozeanforschungsschiff Boris Dawydow der Nordflotte wurde 1966–2005 in 850 Projekten benutzt. Darüber hinaus ist er Namensgeber für das Kap Dawydow an der antarktischen Georg-V.-Küste.